# Herszény község
Herszény község (románul: Comuna Hârseni) község Brassó megyében, Romániában. Központja Herszény, beosztott falvai Kopacsel, Malinis, Marginen, Sebes.

## Népessége
A 2011-es népszámlálás adatai alapján a község népessége 2103 fő volt.